# 中藪昭成
中藪 昭成（なかやぶ あきしげ、2007年（平成19年）6月22日 - ）は、日本の子役。
キャロットに所属していた。

## 映画
- 海賊とよばれた男（2016年）主人公長男 昭一役
- 観覧車の下で会いましょう（2018年）
- ニッポニアニッポン フクシマ狂詩曲（2019年）少年ユウ役
- ＡＷＡＫＥ（2020年）奨励会員役

## テレビ
- TBS 遠い約束～星になったこどもたち～（2014年）
- NHK土曜ドラマ ５５歳からのハローライフ（2014年）
- NHK終戦スペシャルドラマ 百合子さんの絵本 〜陸軍武官・小野寺夫婦の戦争〜 （2016年）
- WOWOW アキラとあきら（2017年）
- T X  出没！アド街ック天国（2017年）
- T X  世界ナゼそこに日本人（2017年）
- NHK 連続テレビ小説   半分、青い。 （2018年)
- NHK ファミリーヒストリー・志村けん篇 （2018年）
- WOWOWオリジナルドラマ アフロ田中 （2019年）
- NHK 連続テレビ小説 なつぞら（2019年）
- NHK土曜ドラマ みかづき（2019年）

## CM
- ベネッセ「進研ゼミ・小学講座」（2013年）
- 日本マクドナルド「ハッピーセット・仮面ライダー鎧武」（2014年）
- ポッ拳  POKKEN TORNAMENT DX（2016年）
- みずほ銀行・宝くじ「英語好きな少年篇」（2016年）
- オービィ横浜 （2016年〜2017年）
- 日本マクドナルド「ハッピーセット・ふなっしーがやってきた篇」（2016年）
- スクウェア・エニックス「ドラゴンクエストX・サッカー少年篇」（2017年）
- dTV「キスマイどきどきーん！」（2019年）
- キッコーマン「焼肉のたれ～我が家は焼肉屋さん」（2019年）
- （株）オプテージ「eo光」（2020年）

## スチール
- オムロン「企業」（2015年）
- 西武園ゆうえんち「ハローキティのウォーターパーク」（2015年）
- 西武園ゆうえんち「ザ・ジャイアントファンタジックファイヤー」（2016年）
- 西武園ゆうえんち「プールトクトクパス」（2017年）
- 西武園ゆうえんち「フィッシング」（2018年）
- JAバンク「ちょリス夏篇」（2018年）

## Web
- 花王 企業広告「手洗い教室」（2014年）
- 新幹線50周年スペシャルストーリー「僕が見た夢の超特急」（2014年）
- NHKアーカイブス「回想法」（2018年）
- 東京御廟（2019年）

## リンク
| スタブアイコン | サブスタブ | この項目は、まだ閲覧者の調べものの参照としては役立たない、俳優（男優・女優）に関連した書きかけの項目です。この項目を加筆・訂正などしてくださる協力者を求めています（P:映画/PJ芸能人）。 |